# Chlorodynerus mackenseni
Chlorodynerus mackenseni är en stekelart som först beskrevs av Dusmet 1917.  Chlorodynerus mackenseni ingår i släktet Chlorodynerus och familjen Eumenidae. Inga underarter finns listade i Catalogue of Life.